# هادی بالرخیصه
هادی بالرخیصه (انگلیسی: Hédi Berkhissa; ۲۸ ژوئن ۱۹۷۲ – ۴ ژانویهٔ ۱۹۹۷) بازیکن فوتبال اهل تونس بود.
از باشگاه‌هایی که در آن بازی کرده‌است می‌توان به باشگاه فوتبال اسپرانس تونس اشاره کرد.
وی همچنین در تیم ملی فوتبال تونس بازی کرده‌است.